# Talas (provins)
Talas (kirgiziska: Талас областы) är en provins (oblast) i Kirgizistan, med staden Talas som administrativt centrum. Provinsen har en yta på 11 400 km² och är till ytan Kirgiztans minsta provins. Provinsen har en befolkning på ungefär 219 800 invånare.
Provinsen gränsar till provinserna Tjüj i öster och Dzjalal-Abad i söder samt i norr och väster till Kazakstan och i sydväst till Uzbekistan.
Floden Talas rinner genom provinsen.
Slaget vid Talas stod här år 751.

## Administrativ indelning
Talas är indelat i fyra distrikt.
| Distrikt   | Huvudort   |
| ---------- | ---------- |
| Bakai-Ata  | Bakai-Ata  |
| Kara-Buura | Kyzyl-Adyr |
| Manas      | Pokrovka   |
| Talas      | Manas      |

Staden Talas ingår inte i något distrikt utan administreras direkt under provinsen.